# 中国蹦床与技巧协会
中国蹦床与技巧协会是中华人民共和国蹦床、技巧运动从业者组成的全国性体育组织，由中华全国体育总会领导，原名中国技巧协会，成立于1979年，会址位于北京市。